# 科珀斯克里斯蒂港大桥
科珀斯克里斯蒂港大桥，又称181号美国国道海港大桥是美国得克萨斯州的一座公路桥梁，位于科珀斯克里斯蒂，跨越科珀斯克里斯蒂港，承载181号美国国道，汽车通行量约为2.6万辆/天。该桥耗资9,053,523美元，于1956年开工兴建，1959年11月1日正式开通。

## 概况
大桥为中承式钢桁架拱桥，主跨620英尺（188.98），最大高度243英尺（74.07），是得克萨斯州第二高的桥梁，桥面至海面净空高度138英尺（42.06）。大桥施工时，原本91英尺（27.74）的航道被扩宽至400英尺（121.92），它的建成，取代了此处原来的一座吊桥，因为这座吊桥时常会造成181号国道及水面船舶的交通问题。

## 照明系统
2011年12月4日，在沃特伯格球场举行了一场大桥公开亮灯仪式，一套全新的LED照明系统向公众展示。这个项目由科珀斯克里斯蒂市、科珀斯克里斯蒂港、得克萨斯州运输部和美国银行（American Bank）共同出资220万美元完成。这套照明系统由950多个飞利浦彩色动力学（Color Kinetics）装置组成，拥有超过1.1万个可独立寻址的RGB节点。

## 事故
2015年7月4日，在科珀斯克里斯蒂的美国独立日烟火庆典上，有人在靠近大桥东侧的地方非法燃放烟火，使庆祝活动被打乱。组织者称，有不明身份者燃放了未经授权的烟火，并中断了与庆典活动技术人员的通信。警方随后使用携带摄像头的无人机来检查大桥，以帮助确定大桥照明灯的受损程度，当地官方并未立即公布有关预计损失的报告。

## 更新计划

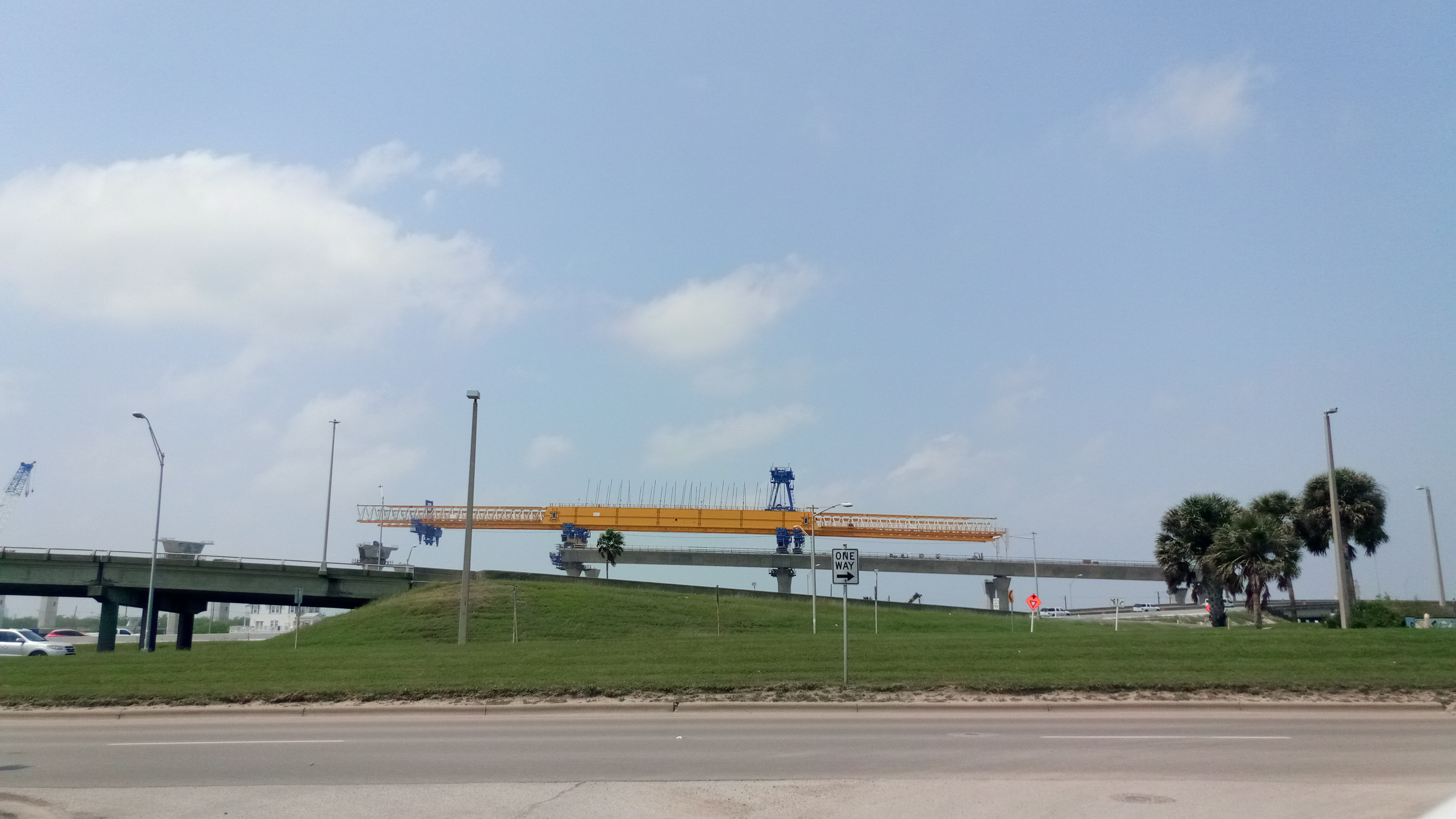
正在建设中的新科珀斯克里斯蒂大桥

得克萨斯州运输部2003年的一项研究报告认为：科珀斯克里斯蒂大桥建于1950年代，标准较低，急需进行大幅度升级，以满足现代交通的需要。现在，大桥维护已变得司空见惯，经常导致多条车道封闭，影响当地人的出行。科珀斯克里斯蒂城市圈规划组织（Corpus Christi Metropolitan Planning Organization）的交通规划主管汤姆·尼斯卡拉（Tom Niskala）说，新桥将很大程度上成为2020年代的设计，并成为一座标志性的大桥。它将能使更大型的船舶从桥下通过，通航净高将被提升至205英尺（62.48），很明显，未来的海港大桥将会对港口的经济前景产生重要影响。
2014年6月，得克萨斯州运输部邀请4家建筑商对新海港大桥提交方案，该项目总价约为7亿美元，是得克萨斯州最大的一单基础设施合同，要求获胜的承包商来设计并建造新大桥。2015年4月，得克萨斯州运输部选择弗莱特艾龙-德拉加多斯（Flatiron Constructors - Dragados USA）联合体成为该项目的中标单位，该中标方案包括两部分：设计和施工阶段、为期25年的运营和维护合同。官方估计最终造价将达到8.98亿美元。这4家承包商的最终评估得分为：
| 承包商                                                        | 评分  |
| ------------------------------------------------------------- | ----- |
| Flatiron Constructors - Dragados USA                          | 93.74 |
| Traylor Bros. - TZF Crosstown Maintenance - Fluor Enterprises | 92.25 |
| Walsh Infrastructure - Walsh Investors                        | 87.84 |
| Kewitt Development                                            | 74.18 |

新海港大桥计划于2016年初开工兴建，预计2020年竣工。设计为一座六车道斜拉桥，主跨1,655英尺（504.44），建成后，将超过密西西比河上的约翰·詹姆斯·奥杜邦大桥，而成为美国主跨最长的斜拉桥。